# Ostrov Kamennyj
Ostrov Kamennyj (englische Transkription von russisch Остров Каменный Ostrow Kamenny, deutsch ‚Steininsel‘) ist eine kleine Insel vor der Ingrid-Christensen-Küste des ostantarktischen Prinzessin-Elisabeth-Lands.
Russische Wissenschaftler benannten sie